# Bodianus rufus
Bodianus rufus is een straalvinnige vissensoort uit de familie van de lipvissen (Labridae). De wetenschappelijke naam is gepubliceerd in 1758 door Linnaeus in de tiende editie van Systema naturae.
De soort staat op de Rode Lijst van de IUCN als niet bedreigd, beoordelingsjaar 2009.